# Aperol

Il vecchio logo di Aperol.

L'Aperol è un amaro aperitivo italiano, creato nel 1919 dai fratelli Luigi e Silvio Barbieri, proprietari della Fratelli Barbieri di Padova. Dal 2003 è di proprietà della Campari.

## Storia
L'Aperol è stato creato da due fratelli, Luigi e Silvio Barbieri, proprietari della piccola distilleria Fratelli Barbieri di Padova. Sebbene i due fratelli sperimentassero dal 1912 ricette per un nuovo prodotto, la svolta avvenne nel 1918, quando Luigi passò un periodo di convalescenza a Cortina: le erbe e le piante trovate nei campi montani furono la base della ricetta del nuovo aperitivo. Il fratello Silvio, invece, sarebbe il promotore dell'idea di un prodotto a bassa gradazione, adatto agli aperitivi, e ideatore del nome: questi concetti furono ispirati da un suo viaggio a Parigi, dove in diversi bar c'era l'abitudine di bere un amaro d'erbe a bassa gradazione durante ciò che i francesi chiamavano "aperò", ossia l'aperitivo.. L'Aperol fu presentato ufficialmente in occasione della prima Fiera campionaria di Padova il 21 luglio 1919.. il prodotto riscosse un discreto successo, spingendo i fratelli barbieri a promuovere con investimenti importanti il nuovo bitter.  Negli anni cinquanta, dal tradizionale spritz veneto (vino bianco con seltz) nasce la nuova ricetta con Aperol, creando un forte legame fra il bitter ed il cocktail.
Nel 1991 la F.lli Barbieri è acquisita per 30 miliardi di lire dalla Cantrell & Cochraine di Dublino che chiude la fabbrica di Padova e trasferisce la produzione a Canale d'Alba
A partire dai primi anni 2000, anche grazie al successo dell'happy hour e del fenomeno spritz, Aperol incrementa la sua produzione espandendosi anche in Germania, Austria e altri Paesi.
Nel dicembre 2003, il marchio è acquistato dal Gruppo Campari.
Nel 2008 il marchio si impone ulteriormente sul mercato grazie a una riuscita campagna pubblicitaria ispirata al rito tutto veneto dello spritz e lancia l'Aperol Spritz portandolo a conoscenza del grande pubblico. 
Nel 2011 nasce Aperol Spritz, la versione premiscelata dello spritz.

## Caratteristiche

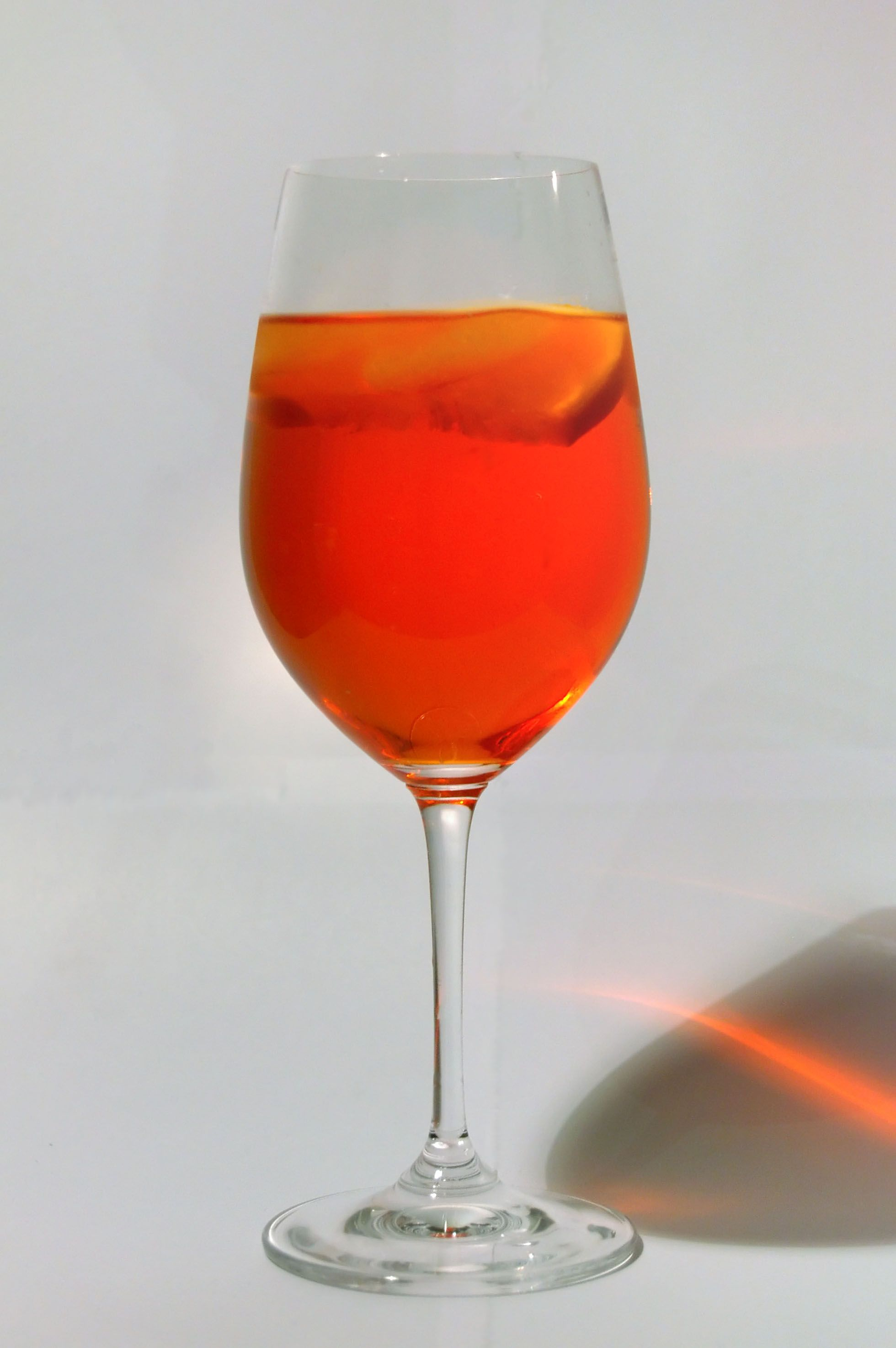
Spritz con Aperol.

L'Aperol è un aperitivo con una gradazione alcolica di 11°. In Germania viene venduto in una versione a 15°. Sin dalla sua nascita l'Aperol che si presenta con un distintivo colore rosso-arancio è un liquore dal sapore dolce-amaro a base di estratti alcolici di scorze di agrumi, radice di genziana, rabarbaro ed erbe aromatiche. Spesso è abbinato ad altre bevande per formare cocktail, il più noto dei quali è lo spritz.

## Confezione
L'Aperol viene tradizionalmente venduto in bottiglie di vetro trasparenti. Nel 2008, Maurizio di Robilant aggiorna l'aspetto della bottiglia che pur mantenendo inalterata la forma adotta elementi grafici più semplici e attuali.

## Promozione
L'aperol è stato fin da subito oggetto di importanti campagne promozionali. Negli anni venti l'arancione diventa la sua firma cromatica e nei bar spuntano i primi poster pubblicitari che invitano a consumare un Aperol. Negli anni trenta appare sui principali quotidiani una pubblicità rivolta alle donne in cui una sarta nell'atto di misurare il girovita di una cliente esclama: "Signora, l'Aperol mantiene la linea!". Alle signore era consentito un Aperol in quanto aperitivo leggero.
Dal secondo dopoguerra l'Aperol conosce una grande popolarità e una rapida diffusione grazie anche al Carosello in cui Tino Buazzelli, portandosi la mano alla fronte, pronuncia le parole "Ah, Aperol!".
Negli anni ottanta viene creata la pubblicità in cui Holly Higgins si tira su la minigonna per raggiungere in moto gli amici in un bar di Miami mentre dice "Non so voi, ma io bevo Aperol".
Durante gli anni novanta l'artista italiano Lorenzo Mattotti realizza una serie di quadri che ritraggono diverse scene di consumo dell'Aperol.
Nel 2000 Aperol sponsorizza la mostra Peggy Guggenheim a Venezia.
Nel 2010 Aperol ritorna in televisione con una nuova campagna all'insegna dello spritz in cui il brano Street life di Randy Crawford è arrangiato in versione "garage" con la collaborazione del musicista e produttore Ferdinando Arnò. 
Nel 2024, Aperol ha lanciato una campagna promozionale speciale finalizzata al mercato giapponese sotto forma di due serie di short drama intitolate “Quando ho incontrato un italiano su una dating app” (tit. orig. マッチングアプリでイタリア人と会ったらすごかった件) e il suo seguito “Quando ho iniziato a frequentare un italiano su una dating app” (tit. orig. マッチングアプリでイタリア人と付き合ったらすごかった件); le serie, composte rispettivamente da 5 e 7 episodi, sono state trasmesse sui canali social ufficiali di Aperol. Protagonista del drama è l’attore italiano Edoardo Sferrella, affiancato dall’attrice giapponese Shigematsu Aya. La sceneggiatura, scritta da Masaike Yosuke, Premio della Japan Academy per la Miglior Sceneggiatura, esplora il rapporto tra una donna giapponese, Kasumi, e un uomo italiano, Francesco, mettendo in risalto il contrasto tra le loro culture e i valori personali, con l’Aperol Spritz a fare da collegamento simbolico tra i due personaggi.